# Pont du Gard
Pont du Gard je starodavni rimski akvadukt, ki prečka reko Gardon v južni Franciji. Nahaja se v bližini mesta Vers-Pont-du-Gard, most je del Nîmes akvadukta, 50 kilometrov dolgega sistema, zgrajenega v prvem stoletju našega štetja za prevoz vode od izvira v kraju Uzès do rimske kolonije Nemausus (Nîmes) . Zaradi neravnega terena med dvema točkama, je večinoma podzemnemu vodovodu sledila dolga, zavita pot, ki se imenuje po mostu čez sotesko reke Gardon. Pont du Gard je najvišji od vseh rimskih akvaduktov in skupaj z akvaduktom Segovia, eden izmed najbolje ohranjenih. Na seznam Unescove svetovne dediščine je bil dodan v letu 1985 zaradi svojega zgodovinskega pomena.
Most ima tri nivoje lokov in stoji 48,8 m visoko. Celoten vodovod se na celotni dolžini spusti po višini le 17 m, medtem ko se je most spusti za samo 2,5 cm - naklonu samo 1 na 3000 - kar kaže na veliko natančnost, ki so jo bili rimski inženirji sposobni doseči samo z uporabo enostavne tehnologije. Vodovod je po ocenah zmogel prevesti 200.000 m3 vode na dan za vodnjake, kopališča in domove državljanov Nîmesa. Uporabljali so ga verjetno do 6. stoletja, nekateri odseki celo precej dlje, a je zaradi pomanjkanja vzdrževanja po 4. stoletju postal vse bolj zamašen z mineralnimi surovinami in odpadki, ki so sčasoma zamašili dotok vode.
Po propadu rimskega imperija in neuporabe vodovoda, je Pont du Gard ostal večinoma nespremenjen, zaradi pomembne sekundarne funkcije, kot cestnega mostu. Stoletja so bili lokalni gospodarji in škofje odgovorni za njegovo vzdrževanje, v zameno za pravico do pobiranja cestnine za potnike, ki so ga uporabljali za prečkanje reke, čeprav so nekatere njegove kamne izropali. Velika škoda je bila povzročena na njem v 17. stoletju. Več pozornosti je pritegnil v 18. stoletju, ko je postal pomembna turistična destinacija. Med 18. in 21. stoletjem je doživel več prenov, ki so jih naročile lokalne oblasti in francoska država, ki so dosegle vrhunec leta 2000 z odprtjem novega centra za obiskovalce in odstranitvijo prometa in zgradb iz mostu in neposredne okolice. Danes je ena izmed najbolj priljubljenih francoskih turističnih znamenitosti, nanj so pozorni tudi književniki in umetniki.

## Opis

### Trasa Nîmes akvadukta
Lokacija Nemausus (Nîmes) je nekoliko neugodna, ko je šlo za zagotavljanje oskrbe z vodo. Planote, ki ležijo na jugu in vzhodu mesta, od koder bi lahko bili viri vode so na prenizki višini, da bil lahko voda tekla v mesto, medtem ko so hribi na zahodu za vodenje vodovoda pretežki iz inženirskega vidika. Edina prava alternativa je bil pogled na sever in zlasti na območje okoli Ucetia (Uzès), kjer so naravni izviri. 
Vodovodni sistem Nîmes je bil zgrajen za usmerjanje vode iz izvirov v Fontaine d'Eure blizu Uzèsa v castellum divisorum (porazdelitvena kotlina) v Nemausus. Od tam je bila razdeljena na vodnjake, kopališča in zasebne domove po mestu. Premočrtna razdalja med obema je le približno 20 km, vendar znaša dolžina vodovoda okoli 50 km.  To je bilo potrebno zato, da se izognejo najjužnejšemu vznožju Centralnega masiva, znanemu kot Garrigues de Nîmes. Težko ga je prečkati, saj je prekrit z gosto vegetacijo in garigom in presekan z globokimi dolinami.  Poskus predora skozi hribe je bil za Rimljane nepraktičen, saj bi bil potreben predor med 8 in 10 kilometri, glede na izhodiščno točko. Potek v približno obliki črke V po vzhodnem koncu Garrigues de Nîmes je bil torej edini praktičen način prenosa vode od izvira do mesta.
Fontaine d'Eure, na 76 m nadmorske višine je le 17 m višje od razdelilnega bazena v Nîmesu, vendar je to zadosten naklon za ohranjanje stalnega pretoka vode za 50.000 prebivalcev rimskega mesta. Povprečen naklon vodovoda je samo 1 na 3.000. Se precej razlikuje na svoji poti, najmanjši je 1 na 20.000 na nekaterih odsekih. Pont du Gard sam se spušča 2,5 cm na 456 m, kar je naklon 1 od 18,241.  Povprečni naklon med začetkom in koncem vodovoda je daleč manjši, kot je bilo običajno za rimske vodovode - le približno desetino povprečne preliva nekaterih vodovodov v Rimu. 
Razlog za razlike v naklonih vzdolž poti vodovoda je, da bi enoten naklon pomenil, da bi bil Pont du Gard neuresničljivo visok, glede na omejitve tehnologije tistega časa. S spreminjanjem naklona vzdolž poti, so bili inženirji sposobni vodovod znižati za 6 metrov na višino mostu do 48,77 metrov nad reko - še vedno izjemno visoko za rimske standarde, vendar v sprejemljivih mejah. Ta omejitev višine je urejala profil in naklon celotnega vodovoda, ki pa je prišel s ceno na poprečje vodovodov. Profil naklona pred Pont du Gardom je razmeroma strm, spušča se za 0,67 m na kilometer, nato pa se spusti le za 6 metrov na preostalih 25 km. Na enem odseku, zavijanje poti med Pont du Gardom in St. Bonnetom, je zahtevalo od rimskih inženirjev izredno stopnjo natančnosti, saj so imeli možnosti za padec le 7 mm na 100 m. 
Ocenjuje se, da je vodovod napajal mesto z okoli 200.000 kubičnimi metri vode na dan  in da je od izvira do mesta tekla skoraj 27 ur.  Voda je prišla v castellum divisorum v Nîmes - odprt, plitev, okrogel bazena s premerom 5,5 m in 1 m globok. Obdan je bil z ograjo v nekakšni komori, verjetno kot nekakšen majhen paviljon. Ko so ga izkopali, so odkrili sledove opečnate strehe, korintske stebre in fresko z ribami in delfini v fragmentarnem stanju.  Voda iz vodovoda je vstopila skozi 1,2 m široko odprtino, deset velikih lukenj v nasprotni steni, vsaka široka 40 cm, je usmerjala vodo v glavne mestne vodovodne cevi. Trije veliki odtoki so se prav tako nahajali v nadstropju, verjetno, da bi bil bližnji amfiteater hitro poplavljen za naumachia (izmišljene pomorske bitke).
Izvir še vedno obstaja in je zdaj mesto majhnega modernega črpališča. Njegova voda je čista, a visoko vsebnostjo raztopljenega kalcijevega karbonata, ki ga je sprala iz okoliškega apnenca. Ta je predstavljal Rimljanom velike težave pri ohranjanju vodovoda, saj so karbonatne oborine iz vode med svojo potjo skozi cev, le-to mašile. Pretok vodovoda se je postopoma zmanjšal zaradi usedlin in zasiganosti.  Druga grožnja je bila vegetacija, ki je prodirala skozi pokrov kanala. Bingljajoče korenine in alge so mašile kanal, bakterije, ki so se razgradile v postopku imenovanem biolithogenesis, so proizvajale trdenje v kanalu. To je zahtevalo stalno vzdrževanje s circitores, delavci, ki so bili odgovorni za vzdrževanje vodovoda, ki so vzdolž voda čistili stene in odstranjevali vegetacijo.
Velik del vodovoda Nîmes je bil zgrajen pod zemljo, kot je bilo značilno za rimske vodovode. Izdelali so ga s kopanjem jarka, v katerem je bil zgrajen kamnit kanal in pokrit z obokano streho iz kamnitih plošč, ki je bila takrat pokrita z zemljo.  Nekateri deli kanala so bili izdolbeni skozi skalo. Od vsega, je 35 km vodovoda zgrajenega pod zemljo. Nekatere ostanke nadzemnih delov je mogoče videti še danes, kot je na primer tako imenovani »Pont Rue«, ki se razteza na več sto metrih okrog Versa in še vedno stoji do 7,5 m visoko. Drugi ohranjeni deli so Pont de Bornègre, trije loki prenašajo vodovod 17 m visoko čez potok, Pont de Sartanette, v bližini Pont du Garda, ki 32 m visoko prečka majhno dolino in trije deli vodovoda v predoru v bližini Sernhaca, do 66 m dolgi. Vendar pa je Pont du Gard je daleč najbolje ohranjeni del celotnega vodovoda. 

### Opis objekta
Zgrajen na treh nivojih, je Pont 49 m visoko nad reko pri nizkem vodostaju in je 274 m dolg. Njegova širina se giblje od 9 m pri dnu do 3 m na vrhu.  Trije nivoji lokov so prekinjeni z glavnimi stebri v liniji drug nad drugim. Razpon lokov se nekoliko razlikuje, saj je vsak izdelan neodvisno, da bi zagotovili prožnost za zaščito pred pogrezanjem. Vsaka stopnja ima različno število lokov: 
| Nivo               | Število lokov      | Dolžina nivoja | Debelina stebrov | Višina lokov |
| Spodnji (1. vrsta) | 6                  | 142 m          | 6 m              | 22 m         |
| Srednji (2. vrsta) | 11                 | 242 m          | 4 m              | 20 m         |
| Zgornji (3. vrsta) | 35 (originalno 47) | 275 m          | 3 m              | 7 m          |

Ob prvem nivoju Pont du Gard je stisnjen cestni most, ki je bil dodan v 18. stoletju. Vodni kanal ali specus je približno 1,8 m visok in 1,2 m širok in poteka na vrhu tretjega nivoja. Zgornja stopnja mostu je rahlo ukrivljena v smeri gorvodno toka reke. Verjamejo, da so inženirji to zasnovali namerno, da bi okrepili strukturo mostu proti toku vode, podobno kot jezovna stena. Vendar pa je milrotopografska raziskava opravljena leta 1989 pokazala, da je ukrivljenost povzroča kamen, ki se širi za približno 5 mm na dan zaradi toplote sonca. Skozi stoletja je ta proces povzročil trenutno deformacijo. 
Pont du Gard je bil zgrajen v veliki meri brez uporabe malte ali spon. Vsebuje ocenjenih 50.400 ton apnenca s prostornino približno 21.000 m3; nekateri posamezni bloki tehtajo do 6 ton.  Večina kamna je bila vzeta iz lokalnega kamnoloma Estel, ki se nahaja približno 700 metrov dolvodno, na bregovih reke Gardon. Grobo zrnat nežno rdečkast školjčni apnenec, lokalno poznan kot »Pierre de Vers«, je zelo dober za proizvodnjo ustreznih dimenzij kamna. Bloki so natančno razrezan in se odlično prilegajo že samo s trenjem, kar odpravlja potrebo po malti. Gradbeniki so pustili tudi na kamnu tudi različne napise in navodila. Številni bloki so oštevilčeni, z vpisano zahtevano lokacijo, kot so fronte dextra ali fronte sinistra (spredaj desno ali spredaj levo), za vodenje graditeljem. 
Način izdelave je zgodovinarjem dokaj dobro razumljiv [28] [29] [30] Pokrovitelj vodovoda - bogat posameznik ali mesto Nîmes samo - je najelo veliko ekipo izvajalcev in usposobljenih delavcev. Nadzornik ali mensor je načrtovano pot izvedel z uporabo grome za opazovanje in chorobates za merjenje horizontalnih ravnin, še posebej pomemben pri izgradnji vodovodov, in nabor merilnih palic pet ali deset rimskih metrov dolgih. Groma ali gruma je bil rimski geodetski instrument, sestavljen iz vertikalne palice z vodoravnim prečnim delom, vgrajenim pod pravim kotom na konzoli. Vsak tak križ je imel svinčnico, ki je visela navpično. Uporabljali so ga za ugotavljanje ravnih linij in pravih kotov, kvadratov ali pravokotnikov. Izmere in morda diagrami so bili zapisani na tablicah iz voska, kasneje pa zapisani v rokopisih. Gradbeniki so lahko uporabljali predloge, ki so jih vodile pri nalogah, ki so zahtevale visoko stopnjo natančnosti, kot je klesanje standardiziranih blokov, iz katerih so izdelani vodni kanali.
Gradbeniki so razširili področje uporabe žerjavov in škripcev za dvigovanje kamenja na svoje mesto. Veliko dela je bilo mogoče storiti z uporabo preprostih strižnih nog z vitlom. Za največje bloke so uporabili tudi več človeške moči; podobni stroji se uporabljali v kamnolomih v Provanse do začetka 20. stoletja. Kompleksen zidarski oder je bil postavljen za podporo mostu med samo gradijo. Veliki bloki, ki so štrleli ven iz profila so služili za podporo okvirjem in odrom pri gradnji. Vodovod kot celota je bil zelo drag; Émile Espérandieu ocenjuje stroške na več kot 30 milijonov sestercev, kar je ustrezalo plačilu za 500 novih sodelavcev v rimski legiji v 50 letih. 
- Pogled s strani Pont du Gard kaže tri vrste lokov
- Kamnoseško delo Pont du Gard, vidni so štrleči bloki, ki so bili uporabljeni za podporo odra
- Spodnja stran loka na drugem nivoju Pont du Gard. Opomba: manjkajoč kamen na vrhu akvadukta.
- Cestni most ob akvaduktu. Peešco so prikazani v merilu.
- Notranjost vodnega kanala Pont du Gard

Čeprav je zunanjost Pont du Garda hrapava in relativno nedokončana, so gradbeniki skrbeli, da se zagotovi, da je bila notranjost kanala čim bolj gladka, tako da ne bi bil oviran pretok vode. Stene kanala so bile izdelani iz očiščenega kamna, tla pa iz betona. Oba sta bila pokrita s štukom, ki je vseboval drobne črepinje keramike in ploščic. Kanal je bil pobarvan z oljčnim oljem in prekrit z malto (maltha), zmes gašenega apna, svinjske masti in viskoznega soka nezrelih fig. Tako so dobili površino, ki je bila zelo gladka in trpežna. 
Čeprav je Pont du Gard znan po videzu, njegova oblika ni optimalna, saj je tehnika zlaganja lokov drug na drugega nerodna in neučinkovita (in s tem draga). Kasnejši vodovodi so imeli bolj prefinjeno obliko, večja uporaba betona je zmanjšala obseg in stroške gradnje. Akvadukt Segovia in Pont de les Ferreres imata približno podobne dolžine, vendar veliko manj lokov. Rimski arhitekti so na koncu vendarle v celoti odpravili zidanje. Acueducto de los Milagros v Méridi v Španiji in akvadukt Chabet Ilelouine, v bližini Cherchella v Alžiriji  uporabljata visoke, vitke stebre, zgrajene v celoti iz betona in opeke. 

## Zgodovina
Gradnjo vodovoda je že precej prej, okoli leta 19 pred našim štetjem, načrtoval Avgustov spremljevalec, Mark Vipsanij Agripa. V času, ko je služil kot edil, višji sodnik, pristojen za upravljanje oskrbe z vodo Rima in njenih kolonij. Espérandieu je leta 1926 zapisal, da je gradnja vodovoda povezana z obiskom Agripe Narbonensisa v tem letu. Novejša izkopavanja kažejo, da bi gradnja lahko bila med letoma 40 in 60 n. št.. Predori datirajo iz časa Avgusta, a so jih graditelji Nîmes vodovoda obšli, kovanci, odkrite v iztoku v Nîmesu niso starejši od vladavine cesarja Klavdija (41-54 n. št.). Na podlagi tega je ekipa, ki jo je vodil Guilhem Fabre trdila, da je moral vodovod biti končan okrog sredine 1. stoletja.  Domneva se, da so za gradnjo potrebovali približno petnajst let, pri čemer je bilo zaposlenih med 800 in 1.000 delavci.
Od 4. stoletja dalje, je bilo vzdrževanje vodovoda zanemarjeno, saj so zaporedni napadi vsiljivcev motili regijo. Kanal so zamašile naplavine, obraba in rastlinske korenine, kar je močno zmanjšalo pretok vode. Nastale usedline v kanalu, plasti umazanije in organskega materiala, so bile do 50 cm debele na vsaki steni. Analiza usedlin je predlagala, da se je oskrba Nîmes z vodo nadaljevala še v 9. stoletju, vendar novejše raziskave kažejo, da je šel iz uporabe približno v šestem stoletju, posamezni njegovi deli pa lahko bistveno dlje. 
Čeprav so bili nekateri njegovi kamni izropani za uporabo drugje, je Pont du Gard ostal v veliki meri nedotaknjen. Zasluga za ohranitev gre njegovi uporabi kot cestni mostu. V 13. stoletju je francoski kralj podelil fevdalcem Uzèsa pravico do pobiranja cestnine za uporabo mostu. Pravica je bila kasneje prenesena na škofa Uzèsa. V zameno so bili odgovorni za vzdrževanje mostu v dobrem stanju. V 1620-ih je utrpel hude poškodbe, ko je Henrik, vojvoda Rohan, uporabil most za prevoz svojega topništva v času vojne med francoskimi rojalisti in hugenoti. Da bi zagotovil prostor za svoje topništvo pri prečkanju mostu, je vojvoda eno stran druge vrste lokov odrezal do globine približno tretjine prvotne debeline. To je pustilo na najnižjem krovu vrzel dovolj široko tudi vozove in topove, vendar je močno oslabilo most. 
Leta 1703 so lokalne oblasti obnovile Pont du Gard, popravili so razpoke, izpolnili kolesnice in nadomestili kamne izgubljene v prejšnjem stoletju. Nov most je zgradil inženir Henri Pitot v letih 1743-47 poleg obokov nižjega nivoja, tako da je cestni promet prečkal na namenskem mostu. Pisatelj Alexandre Dumas je bil zelo kritičen do gradnje novega mostu. Pont du Gard je še naprej propadal in v času Prosperja Mériméeja, ki ga je videl leta 1835, je bil v resni nevarnosti propada pred erozijo in izgubo kamna.
Napoleon III., ki je zelo občudoval vse rimske stvari, je obiskal Pont du Gard leta 1850 in se zanimal zanj. Odobril je načrte arhitekta Charlesa Laisnéa za popravilo mostu, ki je bilo izvedeno med 1855-58 s sredstvi, ki jih je dalo ministrstvo za državo. Delo pri tej veliki prenovi je vključevalo zamenjavo erodiranih kamnov, zasutje nekaj stebrov z betonom za pomoč pri stabilnosti in izboljšanje drenaže z ločitvijo mostu in vodovoda. Stopnice, ki so bile nameščene na enem koncu in stene kanala so popravili, kar omogoča obiskovalcem varen sprehod po samem vodovodu.
Bilo je še več projektov za utrditev stebrov in obokov Pont du Garda. Preživel je tri hude poplave v zadnjem stoletju; v velikanski poplavi leta 1958, ki je odnesla druge mostove, je bilo poplavljeno celotno spodnje nadstropje, leta 1998 je to območje prizadela druga velika poplava. Nadaljnje poplave leta 2002 so močno poškodovale bližnje naprave.
Pont du Gard je bil dodan na seznam Unescove svetovne dediščine leta 1985 po merilih »Človeškega ustvarjalnega genija; pričevanje kulturne tradicije; pomena za človeško zgodovino«.  V opisu na seznamu je navedeno:«Hidravličnih inženirji in ... arhitekti, ki so razvili ta most, so ustvarili tehnično kot tudi umetniško mojstrovino.«

## Turizem
Pont du Gard je bil stoletja turistična atrakcija. Izredna kakovost kamnitega mostu je pripomogla da je postal obvezen postanek francoskih kamnosekov na njihovem tradicionalnem potovanju po državi, od katerih so mnogi zapustili svoja imena na kamnu. Od 18. stoletja dalje, še posebej po izgradnji novega cestnega mostu, je postal znan postanek za potnike na Grand Tour in postal bolj znan kot predmet zgodovinskega pomena in francoskega nacionalnega ponosa. 
Most je imel dolgo povezavo s francoskimi monarhi, ki so se želeli povezati s simbolom rimske imperialne moči. Kralj Karel IX. Francoski ga je obiskal leta 1564 med svojim Grand Tour po Franciji in je bil sprejet na veliki zabavi pri vojvodi d'Uzès. Dvanajst mladih deklet, oblečenih kot nimfe, so prišle iz jame ob reki v bližini vodovoda in se predstavile kralju s pecivom in konzerviranim sadjem.  Stoletje pozneje, januarja 1660, kmalu po podpisu Pirenejskega miru, je Ludvik XIV. Francoski z dvorom, med obiskom Nîmesa, obiskal Pont du Gard.  Leta 1786 je njegov pra-pra-pravnuk Ludvik XVI. Francoski naročil umetniku Hubertu Robertu pripraviti niz slik ruševin rimske južne Francije, da bi visele v kraljevi novi jedilnici v dvorcu Fontainebleau, vključno s sliko, ki prikazuje Pont du Gard v idealizirani pokrajini. Naročilo je bilo mišljeno, da ponovno potrditi vezi med francosko monarhijo in cesarsko preteklostjo . Napoleon III. se je sredi 19. stoletja zavestno primerjal z rimskim cesarjem Avgustom in priznal veliko spoštovanje do rimskih antičnih umetnin; njegovo pokroviteljstvo obnove mostu leta 1850 je bilo ključnega pomena za njegovo ohranitev.
Do leta 1990 je Pont du Gard postal zelo priljubljena turistična atrakcija, vendar pa je bil preobremenjen s prometom - vozila so še vedno smela voziti čez cestni most - in neredom z nezakonito zgrajenimi objekti in turističnimi trgovinami, ki so obdajale reko. Arhitekt Jean-Paul Viguier je dejal, da je »apetit za dobiček« preoblikoval Pont du Gard v »sejmiščno atrakcijo«.  V letu 1996 je Generalni svet departmaja Gard začel velik štiriletni projekt za izboljšanje območja, ki ga je sponzorirala francoska vlada, v povezavi z lokalnimi viri, UNESCO-m in EU. Celotno območje okoli mostu je pešcona, na severnem bregu je bil zgrajen nov obiskovalec center, ki ga je oblikoval Jean-Paul Viguier. Prenova je zagotovila, da je območje okoli Pont du Garda zdaj veliko tišje zaradi odstranitve prometa vozil, novi muzej pa zagotavlja veliko več zgodovinskega konteksta za obiskovalce.  Pont du Gard je danes ena od petih najbolje obiskanih turističnih znamenitosti v Franciji, z 1,4 milijona obiskovalcev, so poročali v letu 2001. 